# Lucía Álvarez Castellón
Lucía Álvarez Castellón (Santa Clara, 1909-Miami, 2000) fue una escultora, dibujante, pintora y profesora de arte cubana considerada como una de las primeras artistas precursoras de movimiento abstraccionista en Cuba. Utilizó en su obra escultórica piedra, cerámica, madera, hierro, bronce y mármol, esculpiendo «torsos y formas esenciales caracterizadas por ritmos ondulantes» a través del uso de la técnica de antorcha y fundición.

## Obras
- Marcha fúnebre (yeso, 1936).
- Adolescencia (piedra, 1936).
- Torso (yeso, 1940).
- Torso (piedra, talla directa, 1945).
- Cabeza de mujer (mármol, 1946).
- Negro ónix mexicano, 1950).
- Figura piedra, 46 x 23 cm, 1950).
- Máscara (bronce, 1953).
- La Antillana.